# اوستا کریم نوکرتیم
اوستا کریم نوکرتیم فیلمی به کارگردانی محمود کوشان و نویسندگی پرویز خطیبی محصول ۱۳۵۲ است.

## خلاصه داستان
مهدی (ناصر ملک‌مطیعی) و دوستش علی (مرتضی عقیلی) از سفر فرنگ بازمی‌گردند و…

## بازیگران
- ناصر ملک‌مطیعی
- شورانگیز طباطبایی
- مرتضی عقیلی
- حمیده خیرآبادی
- رکسانا
- منوچهر حامدی
- حسن رضایی
- طاووس
- فرخ‌لقا هوشمند
- حسین واثقی
- انوشیروان روحانی
- نظام فاطمی